# 愛島塩手
愛島塩手（めでしましおて）は、宮城県名取市の大字。郵便番号は981-1239。人口は298人、世帯数は128世帯（2024年11月30日現在）。旧陸前国名取郡塩手村、仙台県名取郡塩手村、宮城県名取郡塩手村、宮城県名取郡愛島村大字塩手、宮城県名取郡名取町愛島塩手。

## 地理

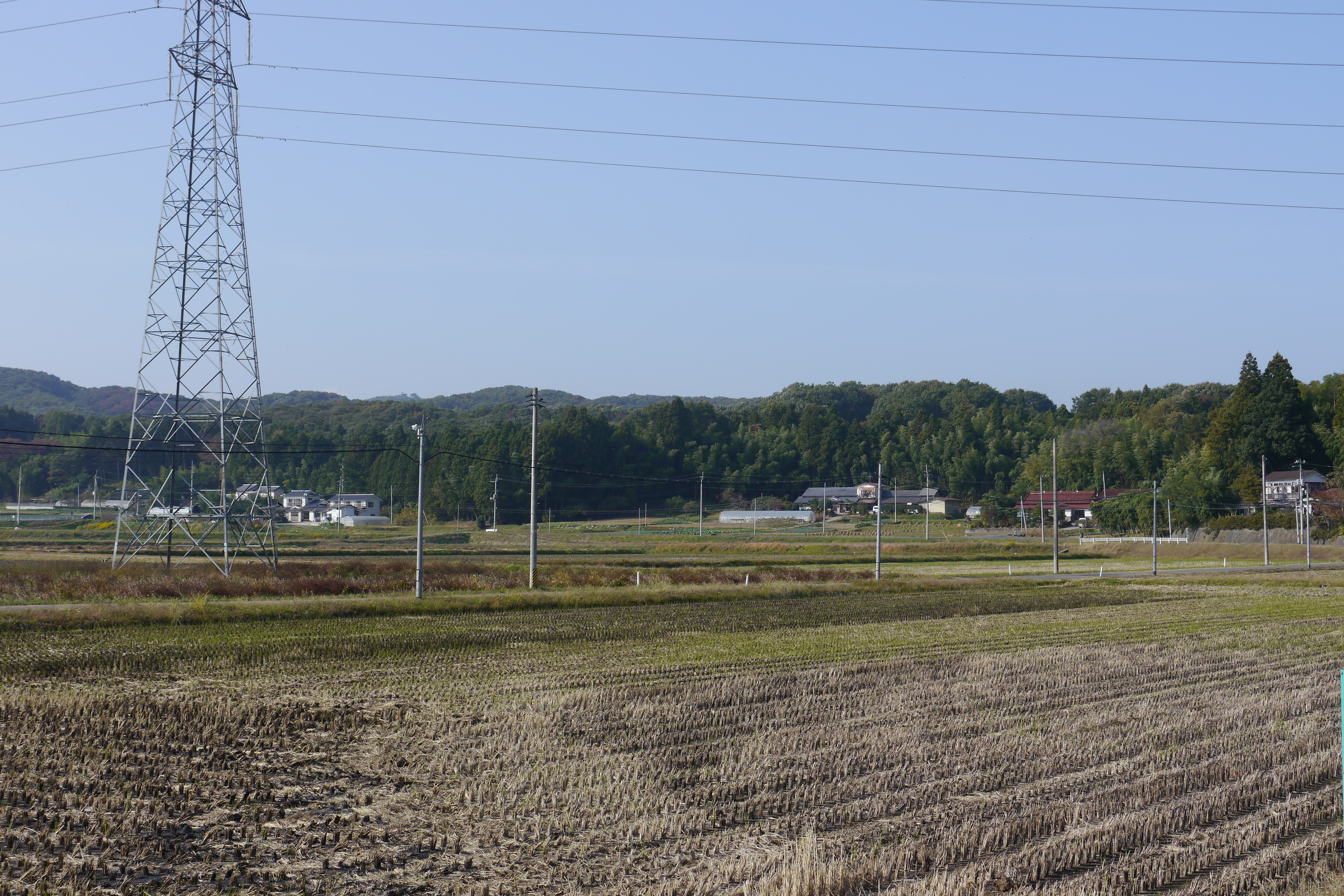
平野部から北側の丘を見る

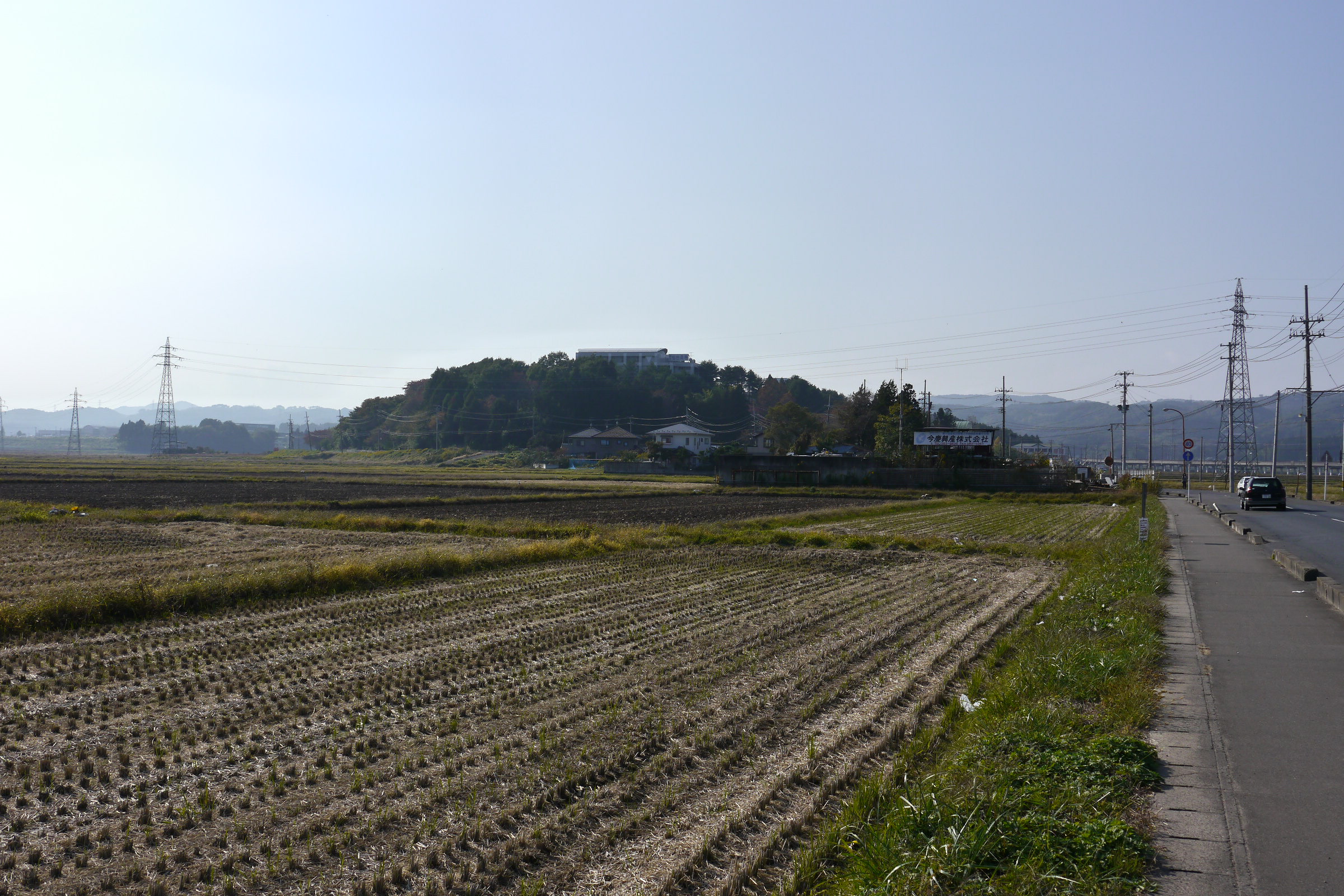
野田山（いずれも2011年11月）

仙台平野とその西にある愛島丘陵にまたがる。東西に長い地域は、西半分が丘陵地、東半分はそこから突き出て「く」の字を作る二つの尾根筋にはさまれた低地を抱える地勢である。くの字の下側から北東に低い鞍部を通じて台地があり、野田山という。突き出た部分の丘陵はなだらかで、中央を貫いて南北に東街道（現在の宮城県道39号仙台岩沼線）という中世からの街道が通じる。低地には水田が広がる。
丘陵部の谷には、細流をせき止めて小さな溜め池がいくつか作られている。滝淵堤、宮下堤、金神堤、仮がね堤、山下堤などで、この地方の例にならい名前には池でなく堤が付く。西から二つの細流が流れ出て、名取川の六郷堰から取水する上堀用水に流れ込む。上堀用水は塩手から離れた東南方で増田川に合流する。
丘の裾に人家、低地に水田というのが伝統的な景観だったが、20世紀後半には東の野田山に仙台高等専門学校名取キャンパスや宮城県立がんセンター、西の丘陵に東北電力名取スポーツパークが造られた。

## 歴史
古代の平野部は居住に適さない低湿地であったようで、住居跡は丘の上か麓に分布する。縄文時代から古墳時代までは野田山に人が住んでいた。弥生時代以降はこれらの遺跡に面した平野部に水田が開かれたのであろうが、水田遺構は見つかっていない。
塩手と笠島の境界付近、笠島側には笠島道祖神（道祖神社・佐倍乃神社）という神社があった。中世から近世の人々によく知られた伝説によれば、長徳4年12月（999年1月）にこの神社の前で下馬する習わしを無視した陸奥守藤原実方が、塩手方へしばらく行ってから落馬して死んだ。実方の墓のほか、落馬地点、宿を借りた家、絶筆を記した場所、遺体を二三日さらした所、火葬の場所といった伝承地が塩手にあった。
| 年   | 元禄15年     | 天保4年     |
| 年   | 1626年頃     | 1833年      |
| ---- | ------------ | ----------- |
| 村高 | 555石7斗45升 | 635石7斗9升 |

江戸時代に存在した塩手村は仙台藩領に属し、名取郡を北方と南方に二分したうちの南方代官の支配を受けた。江戸時代の仙台領の各村の地誌については、『安永風土記書出』という資料群が有用だが、塩手村の分は伝わっていない。村高は江戸時代初期に開発で増えたが、中期以降停滞した。
1872年（明治5年）に塩手村は大区小区制のもとで東の手倉田村、北の川上村とともに第15大区第4小区に属したが、その後その所属はめまぐるしく変わった。1878年（明治11年）には郡区町村編制法により数か村が連合して戸長を置き、事務をとることになったが、その連合も頻繁に変わった。両制度を通じて塩手村とずっと一緒だった唯一の村は、後に高舘村に合併した川上村で、愛島村の母体となる4か村が一緒だったのは2年ほどでしかなかった。
1889年（明治22年）施行の町村制により、塩手村・笠島村・小豆島村・北目村の4か村が合併して愛島村となった。
- 1872年（明治5年）6月 - 手倉田村・川上村とともに第15大区第4小区をなす[10]。
- 1874年（明治7年）4月 - 手倉田村・川上村・熊野堂村・吉田村・坪沼村とともに第8大区第7小区をなす[10]。
- 1876年（明治9年）11月 - 手倉田村・川上村・熊野堂村・吉田村・小川村・笠島村・小豆島村・北目村・飯野坂村・植松村とともに第2大区第2小区をなす[10]。
- 1878年（明治11年）11月 - 郡区町村編制法の下で川上村・吉田村と連合した。
- 1889年（明治22年）4月 - 塩手村・笠島村・小豆島村・北目村が合併して愛島村が成立、同村の所属となる。
- 1955年（昭和30年） - 愛島村が市町村合併に伴い名取町となり、同町の所属となる。
- 1958年（昭和33年） - 名取町の市制施行に伴い、名取市の大字となる。

## 人口
江戸時代の仙台藩の人口は幕末に向けて減少傾向にあり、塩手村についてもそれを裏付けられる。安政5年（1858年）2月1日付の人数改帳では死亡・行方不明により村高の7分の1が散田になっていた。
| 年   | 明和7年 | 安政5年 | 明治初年   |
| ---- | ------- | ------- | ---------- |
| 年   | 1769年  | 1858年  | 1868年以降 |
| 戸数 | 51軒    | 38軒    | 51戸       |
| 人口 | -       | 255人   | 337人      |

## 産業
江戸時代から20世紀後半まで水田・畑作の純農村として推移してきた。江戸時代から孟宗竹（モウソウチク）が植えられたが、大正時代に塩手から松浦喜悦が出て筍（タケノコ）の良品を生産し、仙台向けに出荷した。以来筍が愛島一帯の名産になった。

## 交通
中世陸奥国の主要街道である東街道に沿う位置にある。江戸時代には奥州街道にとってかわられたが、当時の塩手村にとってはなおこの道が重要であった。現在の宮城県道39号仙台岩沼線にあたる。
南から愛島トンネルで出てきた東北新幹線が北東に向かって高架で通るが、塩手にも名取市内にも駅はない。

## 教育
塩手村における幕末の寺子屋や明治初めの小学校については記録がない。明治5年（1872年）の学制にもとづいて明治6年（1873年）に初めて全国に小学校が設置されたとき、塩手村の北隣の川上村に川上小学校、南隣の笠島村に笠島小学校（後の名取市立愛島小学校）が作られた。当時の塩手村は川上村と2村で1つの小区を形成していたので、塩手の子供たちは川上小学校に通っていたと思われるが、記録に漏れた小学校が存在した可能性もあり、明治時代初めの状況についてはなんとも言えない。1889年（明治22年）の愛島村への合併以降は愛島小学校の学区にあって21世紀初めに至る。
1947年（昭和22年）に新制中学校が発足すると、愛島中学校がやはり笠島に作られた。愛島中学校は1962年（昭和37年）に手倉田に新設の名取市立第一中学校に統合されて廃止になり、塩手はこの学校の学区に入った。
そういうわけで小・中学校とも置かれなかったが、1963年（昭和38年）に国立の宮城工業高等専門学校が塩手の野田山に創設された。2009年（平成21年）に仙台市にあった仙台電波工業高等専門学校と統合し、仙台高等専門学校の名取キャンパスとして続いている。

## 宗教

### 寺院
『安永風土記書出』の欠落により、江戸時代の塩手村の寺社について確実な事実は知られない。現代には曹洞宗の永禅寺が塩手唯一の寺である。仏堂には塩薬師と呼ばれる薬師堂がある。

### 神社
平安時代に延喜式神名帳に記載された佐具叡神社は、塩手村にあったとする説と笠島村にあったとする説がある。江戸時代の佐具叡神社は塩手村にあったが、1908年（明治41年）に神社合祀政策によって笠島村の佐倍乃神社（道祖神社）に合祀され廃された。